# Académie du service fédéral de sécurité de Russie
L'Académie du service fédéral de sécurité de Russie (Академия Федеральной службы безопасности России) est un établissement d'enseignement supérieur spécialisé dans la formation d'officiers supérieurs du renseignement du Service fédéral de sécurité de la fédération de Russie (FSB) et d'autres services de renseignement. L'académie a été instituée le 24 août 1992 par un décret du président de Russie (à l'époque Boris Eltsine) sur la base de l'ancienne école supérieure du comité pour la sécurité de l'État (KGB). Elle comprend l'institut de cryptographie, des télécommunications et d'informatique ; l'institut d'entraînement opérationnel et d'autres écoles. L'école est située à Moscou, Mitchourinski Prospekt.
L'établissement est dirigé depuis 2022 par le général-lieutenant Nikolaï Vladimirovitch Plotnikov qui succède au général-colonel Evgueni Sergueïevitch Sissoïev (2019-2021), qui lui-même succède au général-colonel Viktor Ostrooukhov (2007-2019).

## Source
- (ru) Cet article est partiellement ou en totalité issu de l’article de Wikipédia en russe intitulé « Академия Федеральной службы безопасности России » (voir la liste des auteurs).